# 亚历山大·赫利俄斯
亚历山大·赫利俄斯（前40年12月25日—前29年至前25年之间）是古埃及托勒密王朝的王子，埃及末代女王克利奥帕特拉七世与罗马共和国后三头之一的马克·安东尼的长子，埃及末代法老托勒密十五世同母异父的二弟，埃及公主及毛里塔尼亚女王克利奥帕特拉·塞勒涅二世的孪生兄弟，埃及王子托勒密·费拉德尔甫斯的胞兄，名义上的亚美尼亚、米底亚和帕提亚国王（前34年—前30年）。

## 名字
在亚历山大·赫利俄斯的名字中，第一个名字亚历山大是其母克利奥帕特拉七世仰慕亚历山大大帝而为他取的，既昭示了他的希腊马其顿人的血统，也是托勒密王朝先王托勒密十世（亚历山大一世）和托勒密十一世（亚历山大二世）的绰号，意为“人类的保护者”。第二个名字赫利俄斯在希腊语中是太阳的意思，也是希腊神话中太阳神的名字。他之所以获得“赫利俄斯”的名字是因为他与克利奥帕特拉·塞勒涅二世是雙胞胎，而希腊神话中太阳神赫利俄斯与月亮女神塞勒涅（克利奥帕特拉·塞勒涅二世的第二个名字）也是雙胞胎，克利奥帕特拉与亚历山大正是神话的现实版本。

## 生平
亚历山大·赫利俄斯在托勒密埃及的首都亚历山大里亚出生，并在此成长與接受教育。在公元前34年的亚历山大里亚奉献中，他被父亲马克·安东尼宣布为亚美尼亚、米底亚和帕提亚的国王。而实际上这三个王国分别被阿尔塔瓦兹德二世（被马克·安东尼俘虏）、阿尔塔瓦兹德一世和弗拉特斯四世所统治，所以他可能只是名义上获得了这三个王位。在前33年，他与米底亚国王阿尔塔瓦斯德斯一世的女儿伊娥塔帕公主订婚。
前31年，安东尼和克利奥帕特拉七世的联军在希腊的亞克興角被屋大维（后来的第一位罗马皇帝奥古斯都）打败。第二年，在屋大维和他的罗马军队攻占亚历山大里亚之际，安东尼和女王双双自杀。伊娥塔帕逃离埃及，回到她父王的身边，此后她的命运不为人所知。
屋大维抓住了亚历山大·赫利俄斯和他的孪生姐妹克利奥帕特拉·塞勒涅、弟弟托勒密·费拉德尔甫斯和同母异父的哥哥恺撒里昂。屋大维杀了恺撒里昂，因为他是恺撒的儿子，如果他活著会威胁屋大维的恺撒合法继承人的地位。屋大维把其他三个孤儿用沉重的黄金锁链锁住，把他们带到罗马并在他的凯旋典礼上游街示众以炫耀他的胜利。锁链是如此的沉重以至于他们都不能移动步伐。屋大维把三个孩子交给他的二姐小屋大维娅养育與监护，让他们住在她位於罗马的家中。而屋大维娅就是他们的父亲安东尼的前妻。
亚历山大·赫利俄斯后来的命运是个未知数。普鲁塔克说安东尼的孩子中唯一被屋大维杀害的是马克·安东尼·安提鲁斯。古代的原始资料没有提到任何关于亚历山大·赫利俄斯所參與的戰役、政治生涯、流言、婚姻或者后裔等等情况。如果亚历山大·赫利俄斯活到了成人时期，那么至少以上这些情况應該会被提及。亚历山大·赫利俄斯很可能因病在罗马去世。